# مقبرة شهداء اليمامة
مقبرة شهداء اليمامة أو مقبرة الصحابة تقع في الجبيلة بشمال الرياض دفن فيها بعض الصحابة بعد معركة ضد مسيلمة الكذاب في حرب المرتدين ولها سور حجري قديم مبني حولها. وتعتبر ثاني أكبر مقبرة للصحابة في العالم بعد مقبره البقيع في المدينة المنورة. وتضم رفات أكثر من 1300 صحابي ومن أشهر الصحابة الذين دفنوا فيها هو زيد بن الخطاب شقيق عمر بن الخطاب، وذكر أن عمر بن الخطاب إذا أتي نسيم من قبل نجد يقول «ما هبت ريح من نجد إلا وذكرتني زيدًا رحم الله زيدًا سبقني إلى الإسلام وسبقني إلى الشهادة».

## أشهر من دفن فيها من الصحابة
- الصحابي عبدالرحمن بن عبدالله البلوي
- الصحابي زيد بن الخطاب شقيق الفاروق عمر بن الخطاب
- معن بن عدي البلوي

- الصحابي الطفيل بن عمرو الدوسي
- أبو دجانة
- أبو حذيفة بن عتبة
- سالم مولى أبي حذيفة
- أبو قيس بن الحارث بن قيس
- عباد بن بشر
- عبد الله بن سهيل
- عبد الله بن عبد الله بن أبي ابن سلول
- الحارث بن أبي صعصعة
- الحارث بن قيس بن خلدة
- الحباب بن زيد
- السائب بن عثمان بن مظعون
- الطفيل بن عمرو الدوسي
- النعمان بن عصر البلوي
- يزيد بن رقيش
- ودفة بن إياس
- عقبة بن عامر بن نابي
- شجاع بن وهب
- الحارث بن أبي صعصعة
- عبد الله بن سهيل[3]

## هدم القبة
يذكر أنه كان في هذه المقبرة قبه عظيمة على قبر زيد بن الخطاب وكان بعض أهل نجد يعظمونه حتى أتي الإمام محمد بن عبد الوهاب في بداية دعوته برفقه 600 شخص وقاموا بهدمها منعًا للشرك.